# Soualiho Meïté
Soualiho Meïté (París, 17 de marzo de 1994) es un futbolista francés que juega como centrocampista en el PAOK de Salónica F. C. de la Superliga de Grecia, cedido por el S. L. Benfica.

## Trayectoria

### Auxerre
Se unió al AJ Auxerre y en 2011 firmó su primer contrato profesional por un período de tres años. Jugó con el equipo francés sub-17 en la Copa Mundial de Fútbol Sub-17 de 2011.
En el club, es ascendido al equipo profesional y aparece en varias ocasiones en el grupo de convocados, entrenado por Laurent Fournier primero y por Jean-Guy Wallemme después. Hizo su debut profesional el 20 de noviembre de 2011, en la derrota por 2-1 ante el Valenciennes FC. Entró en el minuto 78 para reemplazar a Alain Traoré. Juega su primer partido como defensa contra el Toulouse F. C. (derrota por 1-0), tras las suspensiones de Georges Mandjeck y Édouard Cissé, titulares habitualmente.

### Lille
En enero de 2013 firmó un contrato de cuatro años y medio con el Lille y fue en préstamo por seis meses al Auxerre. Por lo tanto, se unió al Lille en junio de 2013, después de la apertura de la ventana de transferencias.

### Zulte Waregem
El 1 de febrero de 2016 se fue en préstamo para el Zulte Waregem. En el mercado de verano, su préstamo se renueva para la temporada 2016-2017. En marzo de 2017, ganó con el Zulte Waregem su primer trofeo: la Copa de Bélgica 2016-17.

### A. S. Monaco
El 17 de junio de 2017, firmó con el AS Monaco por 8 millones de euros. El 2 de enero de 2018, fue prestado por seis meses sin opción de compra al Girondins de Bordeaux después de no lograr un gran impacto con el conjunto monegasco.

### Italia y Portugal
El 10 de julio de 2018 fue traspasado al Torino F. C.
Tras dos temporadas y media en el conjunto turinés, el 15 de enero de 2021 fue cedido al A. C. Milan hasta final de temporada con la opción de adquirirlo en propiedad al término de la misma. Esto último no sucedió y el 23 de julio fue traspasado al S. L. Benfica.
El 1 de septiembre de 2022 regresó a Italia después de ser prestado a la U. S. Cremonese. Con este equipo disputó 35 partidos y en agosto de 2023 fue cedido al PAOK de Salónica F. C. Jugó 42 encuentros y ayudó al equipo a ganar la Superliga de Grecia. A final de temporada volvió a Lisboa y en enero de 2025 fue nuevamente prestado al conjunto de Salónica.

## Estadísticas

### Clubes
Actualizado al último partido disputado el 4 de febrero de 2024.
| Club                               | Div.          | Temporada     | Liga  | Liga  | Copas nacionales | Copas nacionales | Copas internacionales | Copas internacionales | Total | Total |
| Club                               | Div.          | Temporada     | Part. | Goles | Part.            | Goles            | Part.                 | Goles                 | Part. | Goles |
| ---------------------------------- | ------------- | ------------- | ----- | ----- | ---------------- | ---------------- | --------------------- | --------------------- | ----- | ----- |
| A. J. Auxerre "II" Francia         | 5.ª           | 2010-11       | 4     | 0     | —                | —                | —                     | —                     | 4     | 0     |
| A. J. Auxerre "II" Francia         | 5.ª           | 2011-12       | 20    | 2     | —                | —                | —                     | —                     | 20    | 2     |
| A. J. Auxerre "II" Francia         | 5.ª           | 2012-13       | 6     | 0     | —                | —                | —                     | —                     | 6     | 0     |
| A. J. Auxerre "II" Francia         | Total club    | Total club    | 30    | 2     | 0                | 0                | 0                     | 0                     | 30    | 2     |
| A. J. Auxerre Francia              | 1.ª           | 2011-12       | 2     | 0     | 0                | 0                | —                     | —                     | 2     | 0     |
| A. J. Auxerre Francia              | 2.ª           | 2012-13       | 20    | 1     | 2                | 1                | —                     | —                     | 22    | 2     |
| A. J. Auxerre Francia              | Total club    | Total club    | 22    | 1     | 2                | 1                | 0                     | 0                     | 24    | 2     |
| Lille O. S. C. "II" Francia        | 4.ª           | 2013-14       | 2     | 0     | 0                | 0                | —                     | —                     | 2     | 0     |
| Lille O. S. C. "II" Francia        | 4.ª           | 2014-15       | 8     | 0     | 0                | 0                | —                     | —                     | 8     | 0     |
| Lille O. S. C. "II" Francia        | 5.ª           | 2015-16       | 9     | 2     | 0                | 0                | —                     | —                     | 9     | 2     |
| Lille O. S. C. "II" Francia        | Total club    | Total club    | 19    | 2     | 0                | 0                | 0                     | 0                     | 19    | 2     |
| Lille O. S. C. Francia             | 1.ª           | 2013-14       | 19    | 0     | 4                | 0                | —                     | —                     | 23    | 0     |
| Lille O. S. C. Francia             | 1.ª           | 2014-15       | 8     | 0     | 3                | 0                | 3                     | 0                     | 14    | 0     |
| Lille O. S. C. Francia             | 1.ª           | 2015-16       | 3     | 0     | 1                | 0                | —                     | —                     | 4     | 0     |
| Lille O. S. C. Francia             | Total club    | Total club    | 30    | 0     | 8                | 0                | 3                     | 0                     | 41    | 0     |
| S. V. Zulte Waregem · Bélgica      | 1.ª           | 2015-16       | 12    | 0     | 0                | 0                | —                     | —                     | 12    | 0     |
| S. V. Zulte Waregem · Bélgica      | 1.ª           | 2016-17       | 40    | 1     | 6                | 1                | —                     | —                     | 46    | 2     |
| S. V. Zulte Waregem · Bélgica      | Total club    | Total club    | 52    | 1     | 6                | 1                | 0                     | 0                     | 58    | 2     |
| A. S. Monaco F. C. Francia         | 1.ª           | 2017-18       | 2     | 0     | 0                | 0                | 1                     | 0                     | 3     | 0     |
| A. S. Monaco F. C. Francia         | Total club    | Total club    | 2     | 0     | 0                | 0                | 1                     | 0                     | 3     | 0     |
| F. C. Girondins de Burdeos Francia | 1.ª           | 2017-18       | 18    | 1     | 1                | 0                | —                     | —                     | 19    | 1     |
| F. C. Girondins de Burdeos Francia | Total club    | Total club    | 18    | 1     | 1                | 0                | 0                     | 0                     | 19    | 1     |
| Torino F. C. · Italia              | 1.ª           | 2018-19       | 35    | 2     | 3                | 0                | —                     | —                     | 38    | 2     |
| Torino F. C. · Italia              | 1.ª           | 2019-20       | 33    | 0     | 1                | 0                | 6                     | 0                     | 40    | 0     |
| Torino F. C. · Italia              | 1.ª           | 2020-21       | 14    | 1     | 2                | 0                | —                     | —                     | 16    | 1     |
| Torino F. C. · Italia              | Total club    | Total club    | 82    | 3     | 6                | 0                | 6                     | 0                     | 94    | 3     |
| A. C. Milan · Italia               | 1.ª           | 2020-21       | 16    | 0     | 1                | 0                | 4                     | 0                     | 21    | 0     |
| A. C. Milan · Italia               | Total club    | Total club    | 16    | 0     | 1                | 0                | 4                     | 0                     | 21    | 0     |
| S. L. Benfica Portugal             | 1.ª           | 2021-22       | 17    | 0     | 5                | 0                | 5                     | 0                     | 27    | 0     |
| S. L. Benfica Portugal             | Total club    | Total club    | 17    | 0     | 5                | 0                | 5                     | 0                     | 27    | 0     |
| U. S. Cremonese · Italia           | 1.ª           | 2022-23       | 31    | 0     | 4                | 0                | —                     | —                     | 35    | 0     |
| U. S. Cremonese · Italia           | Total club    | Total club    | 31    | 0     | 4                | 0                | 0                     | 0                     | 35    | 0     |
| PAOK de Salónica F. C. · Grecia    | 1.ª           | 2023-24       | 17    | 1     | 3                | 0                | 3                     | 0                     | 23    | 1     |
| PAOK de Salónica F. C. · Grecia    | Total club    | Total club    | 17    | 1     | 3                | 0                | 3                     | 0                     | 23    | 1     |
| Total carrera                      | Total carrera | Total carrera | 336   | 11    | 36               | 2                | 22                    | 0                     | 394   | 13    |

## Palmarés

### Campeonatos nacionales
| Título              | Club                   | País    | Año     |
| ------------------- | ---------------------- | ------- | ------- |
| Copa de Bélgica     | S. V. Zulte Waregem    | Bélgica | 2016-17 |
| Superliga de Grecia | PAOK de Salónica F. C. | Grecia  | 2023-24 |